# الإسلام في إيران
| طوائف الإسلام في إيران (2014م) | طوائف الإسلام في إيران (2014م) | طوائف الإسلام في إيران (2014م) | طوائف الإسلام في إيران (2014م) | طوائف الإسلام في إيران (2014م) |
| ------------------------------ | ------------------------------ | ------------------------------ | ------------------------------ | ------------------------------ |
| طوائف                          | طوائف                          |                                | نسبه مئويه                     | نسبه مئويه                     |
| الشيعة                         | الشيعة                         |                                | 100%                           | 100%                           |
| أهل السنة والجماعة             | أهل السنة والجماعة             |                                | 0%                             | 0%                             |

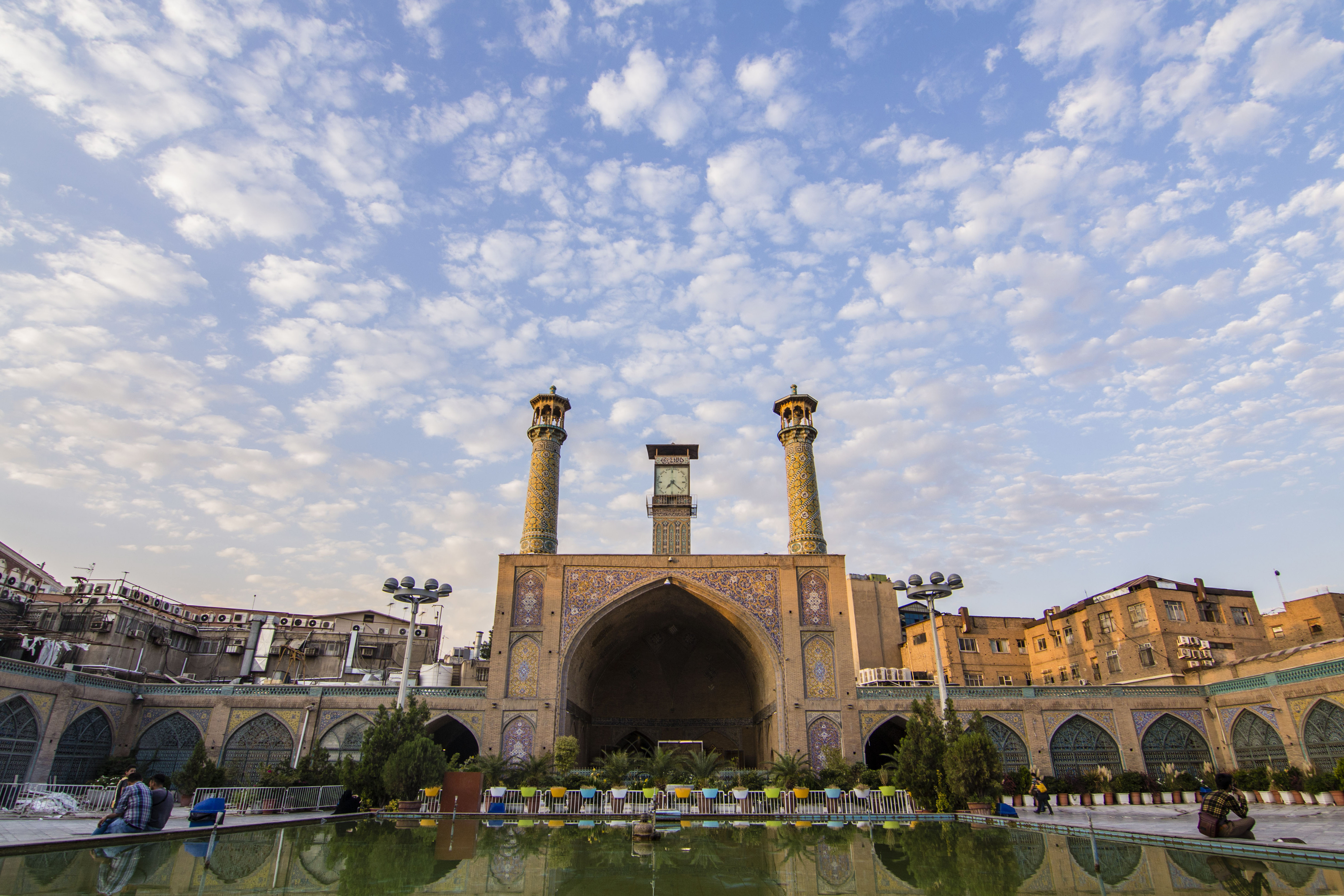
مسجد شاه

الإسلام في إيران ظهر عند الفتح الإسلامي لبلاد فارس (637-651) وأسفر عن تراجع معتنقي الديانة المجوسية (الزرادشتية) في نهاية المطاف.
وفقًا لتعداد الجمهورية الإسلامية لعام 2016 فإن جميع سكان إيران تقريبًا البالغ عددهم 89 مليون نسمة اعتبارًا من عام 2023 هم من المسلمين، حيث أفاد 99٪ منهم أنهم مسلمون. منهم 78% شيعة أغلبيتهم اثنا عشرية واقلية من الاسماعلية،و أغلبية الأذر وترك ايران و عرب الاهواز حوالي20% من السنة، معظمهم من الفرس الساسانيين  والأكراد والفرس الأتشوميين في موطن الساسانيين وفرس خراسان و  التركمان والبلوش والتات  والطالش ).

## أحوال بلاد فارس قبل الإسلام
قد ذكر بعض المؤرخون الشعوبيين  مظالم الامبراطورية الساسانية  في شعبها واستبدادها بالفوضى، ولاسيما سماح الدولة الرزادشتية للكهنة بالسيطرة على الأمور المدنية. ويُشير المؤرخ غيتاني في قوله: «ظهر الفتح الإسلامي كمخلص للشعب من حكم الساسانين» 
وهذا لا يوافق الواقع حينها حيث كانوا ينعمون بخير ورفاهية .

## أحوال بلاد فارس بعد الفتح الإسلامي
مع الفتح الإسلامي لفارس بدأ التمييز والمضايقة للسكان الزرداشتيين في أشكال من العنف متقطع والتحولات القسرية إلى الإسلام تحت طائلة الموت، وقام الأنظمة الإسلامية بتدمير معابد النار. وكان الزرادشتيون الذين يعيشون تحت الحكم الإسلامي مطالبين بدفع ضريبة تسمى الجزية.
ظلت بلاد فارس خاضعة للحكم الإسلامي على مدار التاريخ الإسلامي وانتشر الإسلام فيها حيث كانت إيران سنية المذهب آنذاك ولم تكون فيها سوى أربع مدن شيعية المذهب وهي أوه وقاشان وقم وسبزوان.عقب ظهور الحكم الصفوي على يد إسماعيل الصفوي في إيران أعلن فرض المذهب الشيعي إثنا عشري مذهب رسمياً للدولة، وعلى الرغم من ظهور الشيعة قبل الحكم الصفوي إلا أن هذا المذهب تأثيره قليل في كافة الدول الإسلامية آنذاك.حتى وصول الحكم الصفوي للسلطة وفرضه على إمبراطوريته للمذهب الشيعي إثنا عشري، مماأسفر عن انتشار المذهب الشيعي في إيران وماحولها.

## أحوال جمهورية إيران إسلامية في وقتنا الحاضر
تشكل نسبة المسلمين في إيران حوالي 99%, ويبلغ تعداد سكان ما يقارب 83 مليون نسمة، وعلى الرغم من أن المذهب الشيعي هو المذهب الرسمي للدولة (حسب الإحصائية الرسمية لوكالة المخابرات المركزية نسبة الشيعة ما يقارب 90-95% من نسبة المسلمين في البلاد ما يعني عددهم يترواح بين 74-78 مليون) إلا أن السنة يشكلون أكبر أقلية في إيران حيث تشير الإحصائية لوكالة المخابرات المركزية إلی أن نسبتهم يتراوح ما بين 5-10 في المئة من المسلمين في إيران ما يعني عدد المسلمين السنة في إيران يقارب ما بين 4-8 مليون. وبعض الإحصائيات تشير إلى عدد المسلمين السنيين مايتراوح بين 15 مليون و20 مليون سني ينتمون إلى عرقيات مختلفة مثل الفرس الساسانيين وبعض  العرب والبلوش والأكراد.